# The Nipple Erectors
I Nipple Erectors sono una  band punk rock inglese. Sono il primo gruppo di Shane MacGowan, poi leader dei Pogues. La band, in seguito, deciderà di cambiare il proprio in The Nips.

## Storia del gruppo
I Nipple Erectors nascono a Londra nel 1977. Si formano, come molte altre band in quel periodo, sull'onda della rivoluzione punk rock capeggiata dai Sex Pistols in Inghilterra, a cui si ispirano per il loro sound iniziale. Fanno parte del gruppo il cantante Shane MacGowan e la bassista Shanne Bradley, affiancati da Roger Towndrow alla chitarra e da Arcane Vendetta alla batteria. Il loro primo concerto si tiene a Londra, al Roxy Club, nell'agosto del 1977. Nel 1978 esce il loro primo singolo, King of the Bop, ma le radio si rifiutano di trasmetterlo per via del nome del gruppo, ritenuto volgare e sessista, visto che "nipple erectors" si può infatti tradurre come "erettori di capezzoli". La band decide dunque di cambiare il proprio nome, e di abbreviarlo in un meno esplicito "The Nips". Non sarà l'unico cambiamento per il gruppo, in questo periodo: a questo punto infatti Towndrow e Vendetta escono dal gruppo, rimpiazzati da vari chitarristi e batteristi che si avvicenderanno nel corso del tempo. Anche il suono della band inizia a cambiare, e il punk degli esordi viene contaminato, nei tre singoli successivi, con elementi rockabilly (da qui una delle etichette date alla musica della band, definita come punkabilly) e r&b, fino alle atmosfere più pop di Happy Song, il loro ultimo singolo, uscito nel 1981. Oltre a questi singoli, con la denominazione The Nips esce anche, nel 1980, il loro unico vero album, Only the End of the Beginning, un live registrato durante un concerto tenuto a Wolverhampton nel marzo dello stesso anno. Le altre uscite discografiche della band saranno compilation postume che comprendono i singoli usciti e brani tratti dal live. Nel 1981 la band si scioglie. Un anno dopo Shane MacGowan darà vita al progetto dei Pogues, mentre più tardi Shanne Bradley diventerà la bassista dei Men They Couldn't Hang.

## Curiosità
- Shane MacGowan si troverà pochi anni dopo davanti allo stesso problema di un nome ritenuto troppo volgare dalle radio, dalla critica e dai gestori dei locali. Il nome originale dei Pogues era infatti Pogue Mahone, che in gaelico significa letteralmente "baciami il culo".
- Ai tempi dei Nipple Erectors Shane MacGowan si faceva chiamare Shane O' Hooligan. Shanne Bradley, prima conosciuta come Shanne Skratch, scelse il soprannome di Dragonella, per evitare confusioni (i nomi Shane e Shanne si pronunciano allo stesso modo).
- Johnny Rotten, il cantante dei Sex Pistols, ha scritto la canzone Satellite (b-side del singolo Holidays in the Sun)  proprio per Shanne Bradley, la bassista dei Nips.
- Paul Weller, leader dei Jam, produce nel 1981 l'ultimo singolo del gruppo, Happy Song.
- "King of the Bop" viene ripresa da Shane MacGowan nel corso della sua esperienza con i Popes. La canzone, reinterpretata e reincisa, sarà inserita nel singolo a tiratura limitata The Church of the Holy Spook.
- Il vero nome di Arcane Vendetta è Adrian Fox. Ai tempi delle prime prove con il gruppo, non possedendo ancora una batteria, teneva il tempo con scatole di latta di biscotti.
- In onore della sua amica e bassista ai tempi dei Nipple Erectors, Shane MacGowan scriverà per i Pogues un brano strumentale chiamato proprio Shanne Bradley. Il pezzo verrà inserito nel singolo di Fairytale of New York e poi pubblicato come bonus track nella versione rimasterizzata dell'album più famoso dei Pogues, If I Should Fall from Grace with God, uscita nel 2005.

## Formazione
La formazione del primo concerto dei Nipple Erectors, e di King of the Bop (1978), primo singolo e unica uscita discografica prima del cambio di nome in "The Nips" è composta da:
- Shane MacGowan (voce)
- Shanne Bradley (basso)
- Roger Towndrow (chitarra)
- Arcane Vendetta (batteria)

Dopo l'uscita di Towndrow e Vendetta, nel 1978, nel gruppo si alternano vari musicisti, fra cui Gerry Mackleduff (batteria), Larry Hinrichs (chitarra), Phil Rowlands (batteria), Grinny (batteria), Mark Harrison (batteria), Fritz Gavin Douglas (chitarra), Jon Moss (batteria), James Fearnley (chitarra, futuro membro dei Pogues)

## Discografia

### Album
- 1980 - Only the End of the Beginning (live)
- 2000 - The Tits of Soho (raccolta postuma di singoli e materiale vario)
- 2003 - Bops, Babes, Booze & Bovver (raccolta postuma di singoli e materiale vario)

### Singoli
- 1978 - King of the Bop
- 1978 - All the Time in the World
- 1979 - Gabrielle
- 1981 - Happy Song